# Iso Savisaari
Iso Savisaari är en ö i Finland. Den ligger i sjön Ruotsalainen och i kommunen Heinola i den ekonomiska regionen  Lahtis ekonomiska region  och landskapet Päijänne-Tavastland, i den södra delen av landet, 130 km nordost om huvudstaden Helsingfors. Öns area är 5,4 hektar och dess största längd är 470 meter i sydöst-nordvästlig riktning.